# Synagoge (Hadamar)

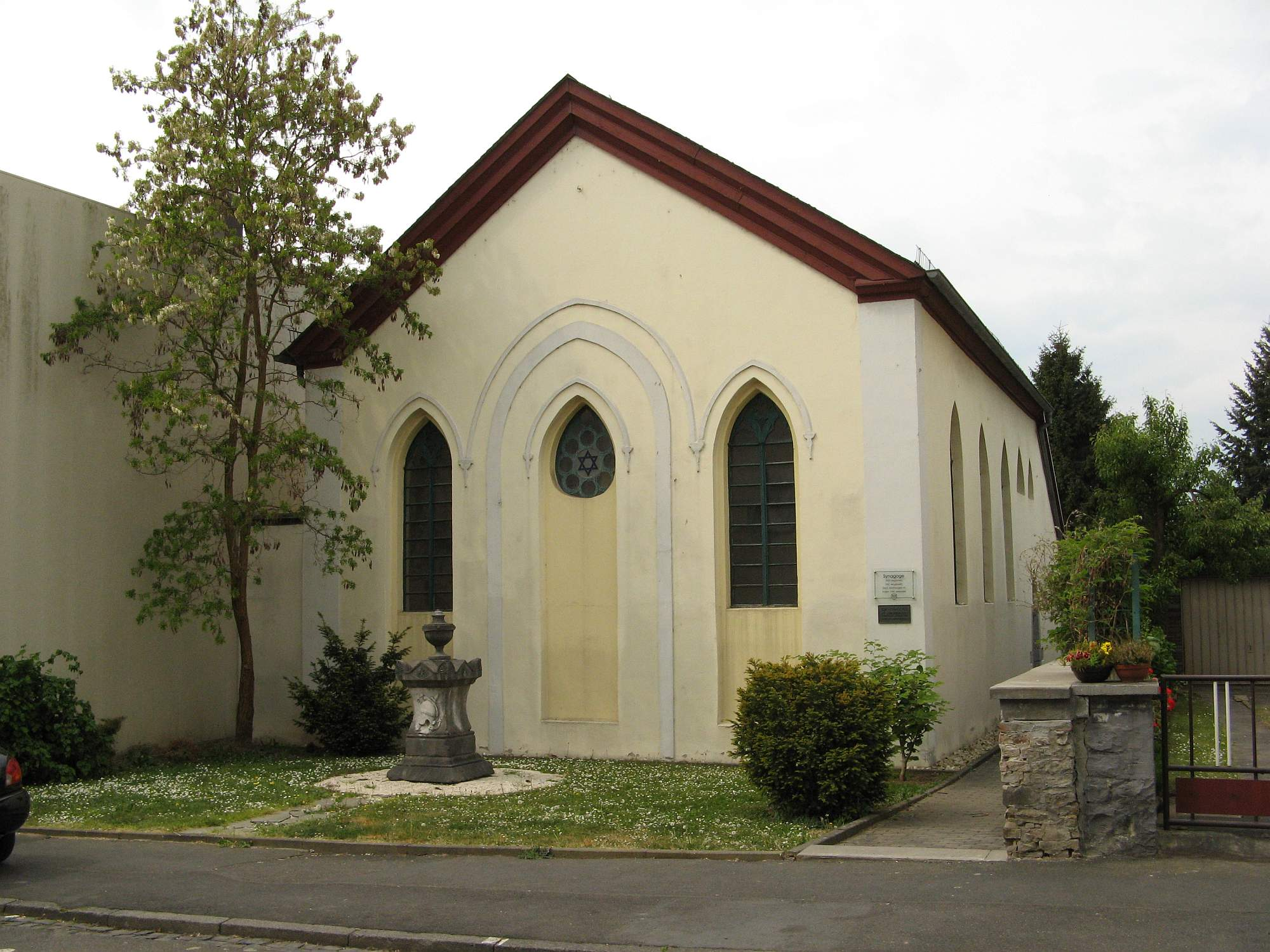
Die ehemalige Synagoge in Hadamar

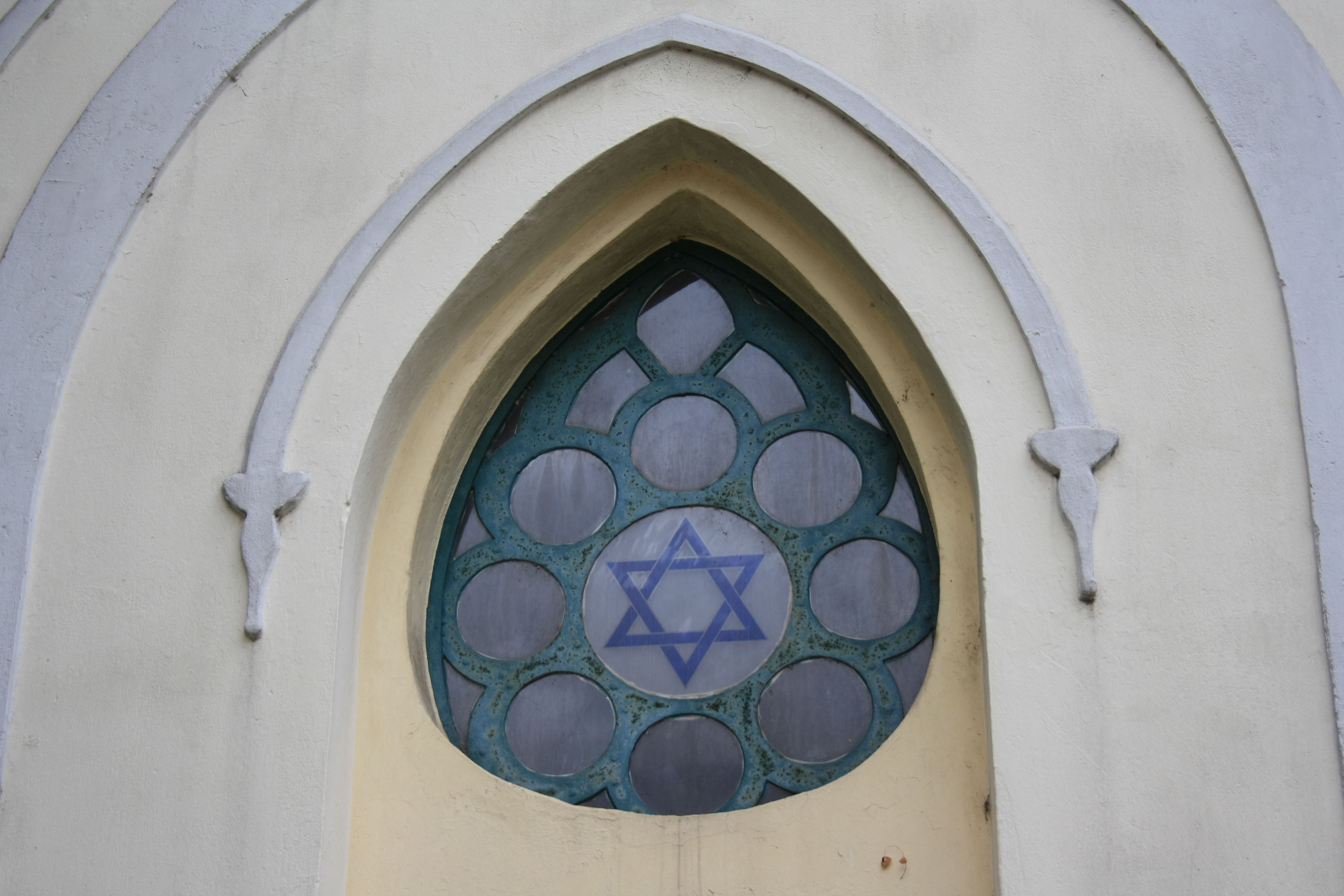
Fenster der Synagoge

Die Synagoge in Hadamar ist das ehemalige Gebetshaus der jüdischen Gemeinde der Stadt. Sie wurde in den Jahren 1839 bis 1841 im Zentrum der Stadt gegenüber dem St. Anna-Krankenhaus errichtet. Der schlichte eingeschossige Bau steht von der Straße zurückgesetzt. Er diente bis zu den Novemberpogromen 1938 als Gotteshaus.

## Geschichte
Erste Hinweise auf jüdisches Leben in der Stadt stammen aus dem Jahr 1641. Im Jahre 1839 wurde in der Nonnengasse mit dem Bau einer Synagoge begonnen. Die Einweihung fand im Juni 1841 statt. Zu diesem Zeitpunkt lebten in Hadamar etwa 130 Bürger jüdischen Glaubens.
Am Morgen des 10. November 1938 wurde im Innenraum der Synagoge ein Brand gelegt. Angenommen wird, dass die Brandstifter Mitglieder eines SS-Trupps aus dem benachbarten Limburg waren. Nachbarn, die das Feuer bemerkten, gelang es jedoch, den Brand zu löschen. Dennoch drangen noch am gleichen Tag Schulkinder in das Gebäude und verwüsteten den Innenraum. Das jüdische Leben in der Stadt kam zum Erliegen. Einige Juden wanderten aus; die letzten zwanzig in der Stadt gebliebenen wurden 1942 deportiert.
Nach dem Ende des Zweiten Weltkriegs kam das Gebäude zunächst in den Besitz der jüdischen Treuhandorganisation JRSO. Die Organisation verkaufte es 1953 an den Hadamarer Silhouettenkünstler Ernst Moritz Engert, der es lange Jahre als Atelier nutzte. 1980 erwarb die Stadt Hadamar das zunehmend baufällig gewordene Haus und restaurierte es. Am 6. September 1982 wurde darin eine Dauerausstellung eröffnet, die über die Geschichte der jüdischen Gemeinde in Hadamar informiert.
Zusätzlich zum Denkmalschutz hat die Synagoge den Schutzstatus für den Kriegsfall nach der Haager Konvention erhalten.

## Baubeschreibung

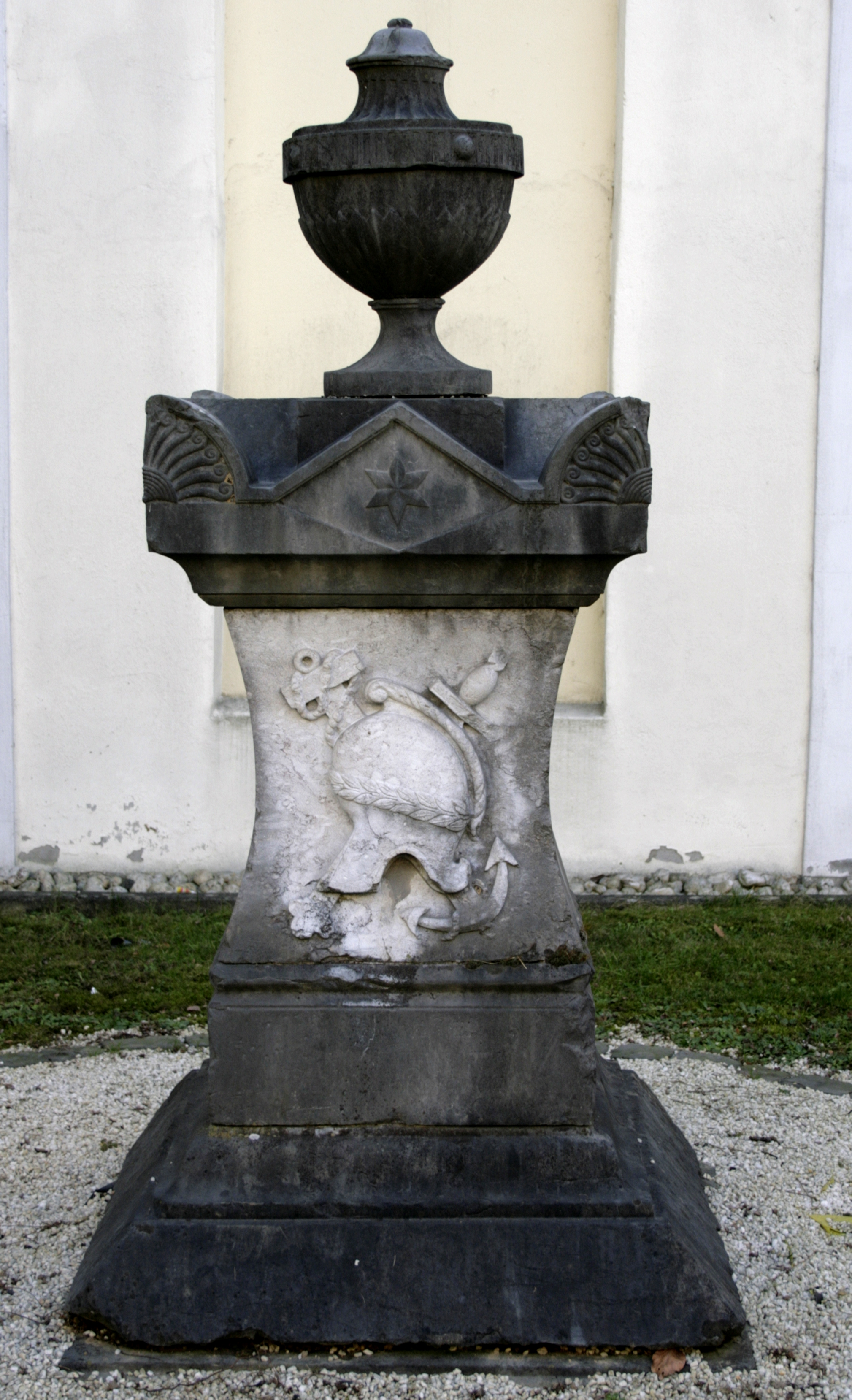
Grabstein vor der Synagoge

Der Rechteckbau mit eigentlicher Synagoge und angrenzendem Versammlungsraum ist klassizistisch geprägt, weist aber einzelne neogotische Elemente auf. Die Spitzbogenfenster werden durch Maßwerk und äußere Putzgurte zusätzlich betont. Innen ist noch die Frauenempore erhalten. Im Vorgarten befindet sich der aufwändig gestaltete Grabstein des 1828 gestorbenen Seekapitäns Heinrich Reichmann. Seine Aufstellung geht auf Versuche zurück, in der ehemaligen Synagoge ein Heimatmuseum einzurichten. Heute ist es die älteste noch vorhandene Synagoge in der Region, die speziell zu diesem Zweck errichtet wurde.